# قانون عرفي
القانون العرفي (بالإنجليزية: Customary law)‏ يُعتبر نمطاً سلوكياً مُعتمداً يمكن التحقق منه بموضوعية ضمن إطار اجتماعي معيّن، إذ يمكن أن تُقام دعوى ما دفاعاً عن «ما هو متعارف عليه ومقبول به قانونياً»، وهو أمر مشابه لفكرة ما يسمى بـالتقادم، وهو حق يتم التمتع به من خلال العُرف المألوف طويلاً عوضاً عن القانون الوضعي.
كما يتضمن القانون العرفي (والمسمى أيضاً بالقانون غير الرسمي) الحالات التي تُلاحظ بها ممارسة قانونية معينة تعتبرها الجهات ذات الصلة قانوناً (العنصر المعنوي في القانون).
تتعامل معظم القوانين العرفية مع معايير المجتمع القائمة منذ زمن طويل في مكان ما، كما يمكن أن ينطبق المصطلح المذكور على مجالات من القانون الدولي قُبلت فيها بعض المعايير كقواعد صحيحة للعمل في جميع أنحاء العالم تقريباً؛ مثل القوانين المدينة للقرصنة والعبودية، كما وتحظى القوانين العرفية في العديد من الحالات، وليس كلها، بأحكام داعمة وأخرى مبنية على سوابق قضائية تطورت عبر الزمن، وذلك لإضفاء ثقل على حكمها كقوانين، بالإضافة إلى توضيح مسار التطور (إن وُجد) في تفسير قوانين كهذه من قبل المحاكم ذات الصلة.

## طبيعة القانون العرفي، وتعريفه ومصادره
تتمثل إحدى القضايا المركزية المتعلقة بالاعتراف بالعرف في تحديد المنهجية المناسبة لمعرفة الممارسات والقواعد التي تشكل عرفاً قانونياً بالفعل، ومن غير الواضح ما إن كان من الممكن التوفيق بين النظريات الغربية الكلاسيكية للفقه القانوني والتحليلات المفاهيمية للقانون العرفي بأي طريقة مفيدة، ولذلك وصف بعض العلماء (أمثال جون كوماروف وسيمون روبيرتس) مبادئ القانون العرفي بوجهة نظرهم الخاصة، ولكن لا تزال هناك بعض الخلافات وضوحاً، وهو ما يُلاحظ في انتقاد جون هَند لنظرية كوماروف وروبيرتس، وتفضيله لمساهمات هربرت هارت، إذ يُناقش هَند أن مفاهيم القانون الخاصة بهارت تحل المشكلة المفاهيمية التي حاول العلماء من خلالها توضيح كيفية تحديد مبادئ القانون العرفي، وآلية عملها في تنظيم السلوك الاجتماعي وحل النزاعات.

### القانون العرفي كذخيرة لانهائية من المعايير
حاول كتاب كوماروف وروبيرتس الشهير «قواعد وعمليات» تفصيل مجموعة القواعد التي تشكل قانون تسوانا بطريقة أقل تمسكاً بالقانون (أو توجهاً إليه) مما قام به إسحاق شابيرا، فعرّفا عبارة «mekgwa le melao ya Setswana» بما يتوافق مع تعريف كاساليس وإيلينبرغر، لتكون «ميلاو» تعني القواعد التي يعلن عنها الزعيم، و«ميكغوا» تعني المعايير التي أصبحت قانوناً عرفياً بحكم الاستخدام التقليدي، ولكنهما أشارا إلى أن تسوانا نادراً ما تحاول تصنيف المجموعة الواسعة من المعايير الحالية لفئات، وهو ما أطلقا عليه «الطبيعة غير المتمايزة لذخيرة المعايير.»
كما يتناول العالمين في كتابها تعايش القواعد غير المتوافقة وضوحاً، والتي قد تؤدي لنشوب نزاعات، إما بسبب الظروف في موقف معين، أو بشكل طبيعي بسبب محتواها المتناقض، ويتيح افتقار تصنيف القواعد هذا بالإضافة للفشل في القضاء على التناقضات الداخلية بين المعايير محتملة التعارض الكثير من المرونة في تسوية النزاعات، كما يُنظر إليها على أنها مصدر استراتيجي للمتنازعين الذين يسعون لتعزيز كسبهم لقضية ما، ويتم حل التناقضات المذكورة (وخصوصاً المتعلقة بمحتوى المعايير) من خلال رفع أحد المعايير (ضمنياً) من «الحرفي للرمزي»، وهو ما يتيح التوفيق بين الاثنين، فهما يتواجدان حالياً في مجالات مختلفة من الواقع نظرياً، وهو أمر يعتمد على السياق بشكل كبير، ما يؤكد أكثر على عدم إمكانية النظر في المعايير بشكل منعزل، وعلى إتاحتها للتفاوض، وبالتالي، بالرغم من وجود عدد قليل مما يسمى المعايير غير القابلة للتفاوض، فإن الغالبية العظمى منها يُنظر فيها بحسب السياق، وهو ما يُعتقد بكونه أساسياً في تسوانا.
وشرح كوماروف وروبيرتس كيف تمتلك نتائج قضايا معينة القدرة على تغيير ذخيرة المعايير، إذ يُعتقد بأن هذه الذخيرة تخضع لحالتي تشكّل وتحول في جميع الأوقات، وتُبرر هذه التغييرات بحجة أنها تعترف بالملاحظات الفعلية للتحوّل، علاوةً على أن شرعية زعيم ما تُعتبر محدداً مباشراً لشرعية قراراته، ففي عملية تشكيل تصريحات تشريعية، على عكس القرارات المتخذة في حل النزاعات، يتحدث الزعيم بدايةً عن المعيار المقترح مع مستشاريه، فمجلس الزعماء، ومن ثم يناقش المجلس العام القانون المقترح، فإما أن يقبله أو يرفضه، علماً أنه بإمكان الزعيم التصريح بالقانون حتى إن رفضه المجلس العام، ولكن ذلك لا يحدث غالباً، فضلاً عن أن التشريع سيُعتبَر ميلاو إذا صرّح به الزعيم رغماً عن إرادة المجلس العام، ولكن من غير المرجح أن يتم تطبيقه، لأن فعاليته تعتمد على شرعية الزعيم واتّساق المعيار مع الممارسات (والتغيرات في العلاقات الاجتماعية) وإرادة الشعب الذي يحكمه ذاك الزعيم.

## تدوين القوانين
تطوّر التدوين الحديث للقانون المدني من تقليد المستندات العرفية في القرون الوسطى، وهي مجموعة من القوانين العرفية المحلية التي تطورت في بلدات قضائية أو مناطق إدارية إقطاعية معينة، جُمعت مع بعضها ببطء من القانون المحدد بالسوابق القضائية بشكل أساسي، ومن ثم دونها الحقوقيون المحليون، وقد اكتسبت هذه المستندات العرفية قوة القانون عندما أصبحت القاعدة المسلّم بها والمعتمدة بتنظيم بعض الحقوق، والاستحقاقات والالتزامات بين أفراد المجتمع.

## القانون الدولي
يشير مصطلح القانون العرفي في القانون الدولي إلى قانون الشعوب أو المعايير القانونية التي تطورت من خلال التبادلات العرفية بين الدول على مر الزمن، سواءً كان ذلك جرّاء دبلوماسية أو عدوان، ويُعتقد بشكل أساسي أن الالتزامات الأخلاقية قد نشأت بين الدول لتنفيذ شؤونها بما يتّسق مع السلوكيات المقبولة السابقة، ويمكن أن تتغير هذه الأعراف اعتماداً على قبول الدول أو رفضها لممارسات معينة، علماً أن بعض مبادئ القانون العرفي قد حصلت على قوة القواعد الآمرة، والتي لا يمكن انتهاكها أو تغييرها إلا بواسطة معيار بقوة مماثلة، ويُقال أن هذه المعايير تحصل على قوتها من القبول العالمي، كما هي الحال لمعايير حظر الإبادة الجماعية والعبودية، ويمكن تمييز القانون الدولي العرفي عن قانون المعاهدات، والذي يتألف من اتفاقيات واضحة بين الأمم لتأخذ الالتزامات على عاتقها، ولكن العديد من المعاهدات إنما هي محاولات لتدوين قانون عرفي موجود سابقاً.

## ضمن الأنظمة القانونية المعاصرة
يُعتبر القانون العرفي مصدراً قانونياً معترفاً به ضمن الصلاحيات القضائية لتقليد القانون المدني، حيث قد يكون خاضعاً لكل من القواعد والقوانين التشريعية، وفي تناول العرف كمصدر للقانون ضمن تقليد القانون المدني، ينوّه جون هنري ميريمان أنه ورغم كبر الاهتمام الذي توليه الدراسات العلمية له، فإن أهميته طفيفة وقيد التراجع، بينما يستمر نوع واحد أو أكثر من القوانين العرفية من جهة أخرى في العديد من الدول حول العالم بالتواجد جنباً إلى جنب مع القانون الرسمي، وهي حالة يُشار إليها بالتعددية القانونية.
أما في القانون الكنسي للكنيسة الكاثوليكية، يُعتبر العرف مصدراً للقانون، ولكن هذا الفقه القانوني يختلف عن ذاك الخاص بالقانون المدني في تطلّبه موافقة صريحة أو ضمنية من المشرّع حتى يحصل العرف على قوة القانون.
يحظى القانون العرفي الخاص بالسكان الأصليين في كندا بأساس دستوري، ويتمتع لهذا السبب بنفوذ متزايد، من جهة أخرى يقبل القانون الهندي العديد من الأعراف في البلاد، فعلى سبيل المثال، يعترف قانون زواج الهندوس بمراسم الزواج لديهم.

## انظر ايضًا
- نظم القانون